# Shaken 'n' Stirred
Shaken 'n' Stirred je třetí sólové studiové album anglického zpěváka Roberta Planta. Vydáno bylo v květnu 1985 společností Es Paranza a jeho producenty byli společně s Plantem Tim Palmer a Benji Le Fevre. Album obsahuje například hitový singl „Little by Little“, jež se v hitparádě magazínu Billboard (Billboard Hot 100) umístil na 36. příčce. V Hot Mainstream Rock Tracks se dostal na první místo. Album samotné se v žebříčku Billboard 200 dostalo na dvacátou příčku.

## Seznam skladeb
1. „Hip to Hoo“ (Robbie Blunt, Robert Plant, Richie Hayward, Jezz Woodroffe) – 4:51
2. „Kallalou Kallalou“ (Plant, Woodroffe)– 4:17
3. „Too Loud“ (Blunt, Plant, Hayward, Woodroffe) – 4:07
4. „Trouble Your Money“ (Blunt, Plant) – 4:14
5. „Pink and Black“ (Blunt, Plant, Hayward, Woodroffe) – 3:45
6. „Little by Little“ (Plant, Woodroffe) – 4:43
7. „Doo Doo a Do Do“ (Blunt, Plant) – 5:09
8. „Easily Lead“ (Blunt, Plant, Woodroffe) – 4:35
9. „Sixes and Sevens“ (Blunt, Plant, Hayward, Woodroffe, Paul Martinez) – 6:04

## Obsazení
- Robert Plant – zpěv
- Robbie Blunt – kytara, syntezátorová kytara
- Toni Halliday – zpěv
- Richie Hayward – bicí
- Paul Martinez – baskytara
- Jezz Woodroffe – klávesy